# Tiridate (architecte)
Pour les articles homonymes, voir Tiridate.

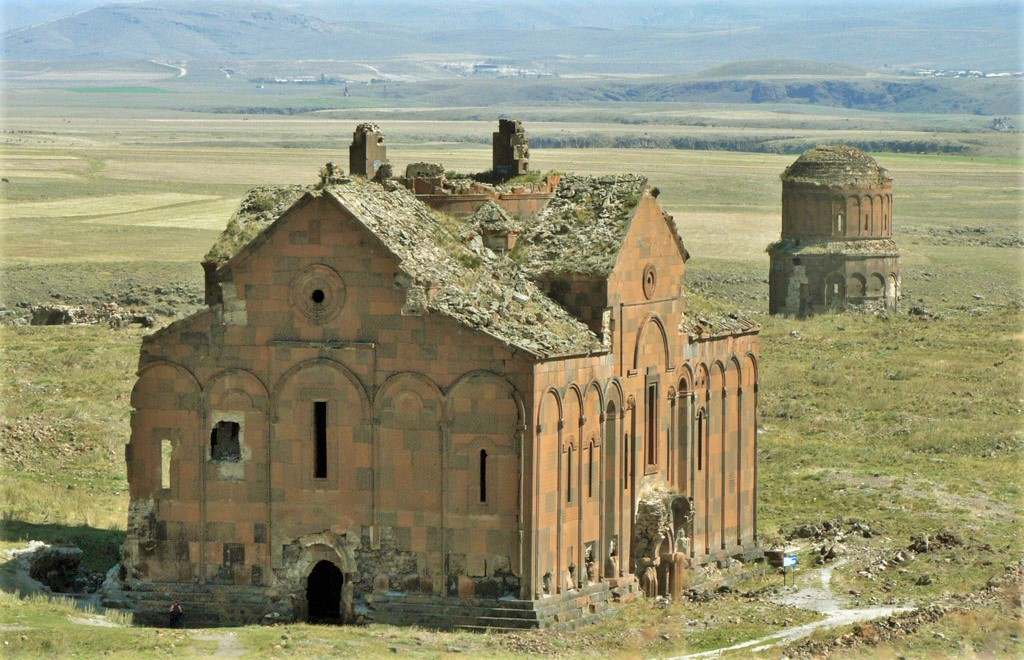
Cathédrale d'Ani (sans le tambour et la coupole centraux, détruits par deux séismes en 1319 et 1832).

Tiridate ou Trdat (en arménien Տրդատ) est un célèbre architecte arménien du Moyen Âge, dont l'activité se situe à la fin du Xe  et au début du XIe siècle.
Il est le grand représentant de l'« École d'Ani » : en 961, le roi Achot III d'Arménie transfère la capitale du royaume de Kars à Ani ; lui et ses deux fils Smbat II (regn. 977-989) et Gagik Ier (regn. 989-1020) font de la ville une des grandes métropoles du Proche-Orient, la « ville aux quarante portes, aux cent palais et aux mille églises ».
À Ani, Tiridate est notamment l'architecte de la cathédrale de la Mère de Dieu (989-1001), « un édifice admirable à voir, construit en grosses pierres dures et polies au marteau, avec des fenêtres ornées de sculptures, destinées à laisser passer la lumière, et avec trois grandes portes et une merveilleuse coupole semblable à la voûte céleste » (Étienne de Taron). Il construisit aussi dans la capitale l'église Saint-Grégoire de Gagkashen (1001-1010) et la chapelle du palais royal (1001-1005). À Arkina, près d'Ani, où s'installa le catholicos, l'architecte édifia la cathédrale patriarcale (vers 985) et le palais du chef de l'Église arménienne. On lui attribue aussi les principales églises des monastères de Marmashen, Sanahin et Haghpat (fin du Xe siècle).
En 989, la coupole de la cathédrale Sainte-Sophie de Constantinople s'effondra à la suite d'un tremblement de terre. C'est à Tiridate que l'empereur Basile II fit appel pour les travaux de reconstruction (989-994). C'est l'un des rares architectes médiévaux cités par leur nom dans des documents d'époque.